# Saint-Jean-de-Beugné
Saint-Jean-de-Beugné – miejscowość i gmina we Francji, w regionie Kraj Loary, w departamencie Wandea.
Według danych na rok 1990 gminę zamieszkiwało 388 osób, a gęstość zaludnienia wynosiła 29 osób/km² (wśród 1504 gmin Kraju Loary Saint-Jean-de-Beugné plasuje się na 918. miejscu pod względem liczby ludności, natomiast pod względem powierzchni na miejscu 853.).